# Niels Thorsen (direktør)
 Der er flere personer med dette navn, se Niels Thorsen.
Niels Thorsen (født 10. december 1922 i København, død 20. juni 2021 i Sorgenfri), er en dansk forhenværende direktør, civilingeniør og modstandsmand, bror til Jens Thorsen.

## Uddannelse
Han er søn af civilingeniør Ejnar Thorsen og hustru Meta f. Petersen, blev student fra Øregård Gymnasium 1941 og cand. polyt. 1946. I studietiden var Thorsen med i modstandsbevægelsen, arbejdede på et illegalt våbenværksted og var tilknyttet BOPA og Holger Danske. Den 2. november 1943 blev Niels Thorsen anholdt for forsendelse af illegale blade og sad seks uger i Vestre Fængsel og fire ½ måned i Horserødlejren.

## Karriere
Efter krigen var Thorsen i Schweiz 1947-48, Frankrig 1949-51 og USA 1951-55. Han blev ansat i familiefirmaet Monberg & Thorsen A/S 1955, blev underdirektør 1964 og direktør 1965. Han har desuden været medlem af bestyrelsen for Monberg & Thorsen A/S, J. Saabye & O. Lerche A/S (formand), S. Dyrup & Co. A/S, Vejen Trælasthandel A/S (formand), A/S Phønix, Codan Gummi A/S, A/S Alfred Benzon, Mecobenzon A/S, A/S N.L. Dehn's Dampvaskeri, Zoologisk Have. Han var også medlem af repræsentantskabet for A/S Kjøbenhavns Handelsbank; medlem af bestyrelsen for A/S Kjøbenhavns Handelsbanks studierejselegat (formand) 1973, af Akademiet for de Tekniske Videnskabers finansråds komité fra 1973 og medlem af Børneringens hovedbestyrelse fra 1965 (formand 1972). 25. juli 1980 blev Thorsen Ridder af Dannebrog.
Thorsen blev gift 20. maj 1950 med Anette Dahm (født 25. juli 1926 i København), datter af cand. pharm. Christian Dahm og hustru Grete f. Heckscher.